# Acropyga oceanica
Acropyga oceanica é uma espécie de formiga do gênero Acropyga, pertencente à subfamília Formicinae.